# Pterinochilus
Genre
Synonymes
- Pterinochilides Strand, 1920

Pterinochilus est un genre d'araignées mygalomorphes de la famille des Theraphosidae.
Les mygales de ce genre sont communément appelées « araignée babouins » ou en anglais baboon spiders.

## Distribution
Les espèces de ce genre se rencontrent en Afrique subsaharienne.

## Liste des espèces
Selon World Spider Catalog (version 14.0, 2013) :
- Pterinochilus alluaudi Berland, 1914
- Pterinochilus andrewsmithi Gallon, 2009
- Pterinochilus chordatus (Gerstäcker, 1873)
- Pterinochilus cryptus Gallon, 2008
- Pterinochilus lapalala Gallon & Engelbrecht, 2011
- Pterinochilus lugardi Pocock, 1900
- Pterinochilus murinus Pocock, 1897
- Pterinochilus raygabrieli Gallon, 2009
- Pterinochilus simoni Berland, 1917
- Pterinochilus vorax Pocock, 1897

## Taxinomie
Ce genre a été décrit par le zoologiste britannique Reginald Innes Pocock en 1897. Le genre Pterinochilides a été placé en synonymie avec Pterinochilus par Laurent en 1946.

## Publication originale
- Pocock, 1897 : On the spiders of the suborder Mygalomorphae from the Ethiopian Region, contained in the collection of the British Museum. Proceedings of the Zoological Society of London, vol. 1897, p. 724-774 (texte intégral).